# You're a Woman, I'm a Machine
You're a Woman, I'm a Machine è l'album di debutto dei Death from Above 1979, pubblicato il 26 ottobre 2004 da Vice Records negli Stati Uniti, Last Gang Records in Canada, Ache Records su vinile e Victor Entertainment in Giappone. Venne certificato come disco d'oro in Canada nel giugno del 2006.

## Storia
Prende il nome da una citazione estrapolata dal primo episodio di Battlestar Galactica del 2004 in cui Gaius Baltar dice a Caprica Six "You're a woman" (tu sei una donna) e lei risponde "I'm a machine" (io sono una macchina).
L'album venne registrato tra febbraio e aprile 2004 nello studio di registrazione The Chemical Sound di Toronto. Altre registrazioni vennero effettuate allo Studio Plateau di Montréal. Tutte le canzoni sono state scritte e registrate da Sebastien Grainger (batteria/voce) e Jesse F. Keeler (basso/sintetizzatore).
La canzone Little Girl è stata usata come colonna sonora del videogioco Tony Hawk's American Wasteland del 2005.
Secondo il Toronto Star l'album ha venduto circa 175 000 copie in tutto il mondo.

## Tracce
1. "Turn It Out" – 2:39
2. "Romantic Rights" – 3:15
3. "Going Steady" – 2:49
4. "Go Home, Get Down" – 2:19
5. "Blood on Our Hands" – 2:59
6. "Black History Month" – 3:48
7. "Little Girl" – 4:00
8. "Cold War" – 2:33
9. "You're a Woman, I'm a Machine" – 2:53
10. "Pull Out" – 1:50
11. "Sexy Results" – 5:55

- Il brano "Sexy Results" dura 5:00. Al minuto 5:48 inizia una traccia fantasma: si tratta di un pezzo musicale eseguito al pianoforte, della durata di pochi secondi.

Traccia bonus Giappone:
1. "Romantic Rights" (The Phones Lovers remix) – 4:40

Traccia bonus vinile:
1. "Do It"

### CD Bonus UK
1. "Better Off Dead" (La Peste cover) – 2:17
2. "Blood on Our Hands" (Justice remix) – 3:52
3. "Do It 93!" (live in Rio) – 4:52
4. "Romantic Rights" (Erol Alkan's Love from Below re-edit) – 6:20
5. "Little Girl" (MSTRKRFT edition) – 3:36
6. "You're Lovely (But You've Got Lots of Problems)" – 3:06
7. "Blood on Our Hands" (video)
8. "Romantic Rights" (video)